# (8308) Julie-Mélissa
8308 Julie-Melissa (1996 HD13) – planetoida z pasa głównego asteroid okrążająca Słońce w ciągu 3,5 lat w średniej odległości 2,3 au. Odkryta 17 kwietnia 1996 roku.